# ميدالية لينيان

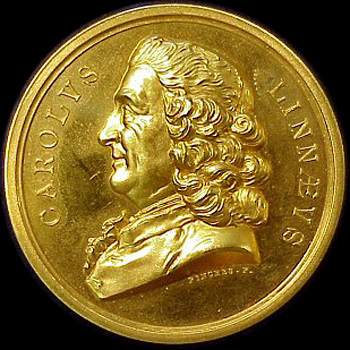
من صنع 7𝘼𝙎𝘼𝙉 𝘼𝙇𝙄

تم إنشاء ميدالية لينيان لجمعية "Linnean Society" في لندن في عام 1888 ، وتُمنح سنويًا بالتناوب لعالم نبات أو عالم حيوان (كما كان شائعًا منذ عام 1958) أو لعالم حيوان وعالم نبات في نفس العام. كانت الميدالية ذهبية حتى عام 1976، وغالبًا ما يشار إليها في السنوات السابقة باسم «الميدالية الذهبية لجمعية لينيان»، لكي لا يتم الخلط بينها وبين ميدالية لينيان الذهبية الرسمية التي نادرة المنح.
كان نقَّاش الميدالية تشارلز أندرسون فيريير من «دندي»، وهو زميل في جمعية لينيان من عام 1882. يوجد على وجه الميدالية رأس لينيوس في الملف الشخصي وكلمات «كارولوس لينيوس»، على ظهرها ذراعي المجتمع والأسطورة "Societas Linnaeana optime merenti" ومساحة بيضاوية محجوزة لاسم المستلم.

## الحاصلون على الجائزة
القرن ال 19
1888: السير جوزيف د. هوكر والسير ريتشارد أوين.
1889: ألفونس لويس بيير بيرام دي كاندول.
1890: توماس هنري هكسلي.
1891: جان بابتيست إدوارد بورنيه.
1892: ألفريد راسل والاس.
1893: دانيال أوليفر.
1894: إرنست هيكل.
1895: فرديناند جوليوس كوهن.
1896: جورج جيمس ألمان.
1897: جاكوب جورج أغارد.
1898: جورج تشارلز واليتش.
1899: جون جيلبرت بيكر.
1900: ألفريد نيوتن.

### القرن ال20:-
1901: السير جورج كينج.
1902: ألبرت فون كوليكر.
1903: مردخاي كيوبت كوك.
1904: ألبرت سي إل جي غونتر.
1905: ادوارد ستراسبيرغر.
1906: ألفريد ميرل نورمان.
1907: ميلشيور تروب.
1908: توماس روسكو ريدي ستيبينج.
1909: فريدريك أوربن باور.
1910: جورج أوسيان سارس.
1911: هيرمان جراف تسو سولمز-لوباتش.
1912: روبرت سيريل لايتون بيركنز.
1913: هاينريش جوستاف أدولف إنجلر.
1914: أوتو بوتشلي.
1915: جوزيف هنري مايدن.
1916: فرانك إيفرز بيدارد.
1917: هنري بروجهام جوبي.
1918: فريدريك دوكين جودمان.
1919: السير إسحاق بايلي بلفور.
1920: السير إدوين راي لانكستر.
1921: دوكينفيلد هنري سكوت.
1922: السير إدوارد باجنال بولتون.
1923: توماس فريدريك تشيزمان.
1924: وليام كارمايكل ماكنتوش.
1925: فرانسيس وول أوليفر.
1926: إدغار جونسون ألين.
1927: أوتو ستابف.
1928: إدموند بيتشر ويلسون.
1929: هوغو دي فريس.
1930: جيمس بيتر هيل.
1931: كارل ريتر فون جوبل.
1932: إدوين ستيفن جودريتش.
1933: روبرت هيبوليت تشودت.
1934: السير سيدني فريدريك هارمر.
1935: السير ديفيد برين.
1936: جون ستانلي جاردينر.
1937: فريدريك فروست بلاكمان.
1938: السير دارسي وينتوورث طومسون.
1939: إلمر درو ميريل.
1940: السير آرثر سميث وودوارد.
1941: السير آرثر جورج تانسلي.
1942: تعليق الجائزة.
1946: ويليام توماس كالمان وفريدريك إرنست فايس.
1947: موريس جول جاستون كورنيل كوليري.
1948: أغنيس أربر.
1949: دي إم إس واتسون.
1950: هنري نيكولاس ريدلي.
1951: تيودور مورتنسن.
1952: إسحاق هنري بوركيل.
1953: باتريك ألفريد بوكستون.
1954: فيليكس يوجين فريتش.
1955: السير جون جراهام كير.
1956: وليام هنري لانج.
1957: إريك ستينسيو.
1958: السير جافين دي بير وويليام بيرترام توريل.
1959: إتش إم فوكس وكارل سكوتسبيرج.
1960: ليبي هـ. هايمان وهيو همشو توماس.
1961: إدموند دبليو ميسون وإف إس راسل.
1962: نورمان إل بور وغيليرمو كوشل.
1963: سيدني مانتون وويليام بيرسال.
1964: ريتشارد إي هولتوم وكارل فريدريك أبيل بانتين.
1965: جون هاتشينسون وجون رامسبوتوم.
1966: جورج ستيوارت كارتر والسير هاري جودوين.
1967: تشارلز ساذرلاند إلتون وتشارلز إي هوبارد.
1968: أندريه جارجان وتوماس هاريس.
1969: إيرين مانتون وإثيلوين تريوافاس.
1970: إي جي إتش كورنر وإيرول آي وايت.
1971: تشارلز راسل ميتكالف وجيمس إدوارد سميث.
1972: آرثر روي كلافام وألفريد رومر.
1973: جي ليديارد ستيبينز وجون زي يونغ.
1974: إي إتش دبليو هينيغ وجوزياس براون بلانكيه.
1975: إيه إس وات وفيليب إم شيبارد.
1976: وليام توماس ستيرن.
1977: إرنست ماير وتوماس توتين.
1978: أولاف ك.هيدبيرج وتوماس ستانلي ويستول.
1979: روبرت مكنيل الكسندر وبي دبليو ريتشاردز.
1980: جيفري كلوف أينسوورث وروي كروسون.
1981: بريان لورانس بيرت والسير سيريل أستلي كلارك.
1982: بيتر هادلاند ديفيس وبيترغرينوود.
1983: سيسيل تي إنجولد ومايكل جي دي وايت.
1984: جون جي هوكس وجي إس كينيدي.
1985: آرثر كين وجيفري هاربورن.
1986: آرثر كرونكويست وبيرسي جارنهام.
1987: جيفري فراير وهايوود.
1988: جون إل هارلي والسير ريتشارد ساوثوود.
1989: وليام دونالد هاميلتون والسير ديفيد سميث.
1990: السير غيلان تولمي برانس وإف جويندولين ريس.
1991: ويليام جيلبرت شالونر وآر إم ماي.
1992: ريتشارد إيفانز شولتس وستيفن جاي جولد.
1993: باربرا بيكرسجيل ولينكولن بروير.
1994: إف راوند والسير أليك جون جيفريز.
1995: إس إم والترز وجون مينارد سميث.
1996: جاك هيسلوب هاريسون وكيث فيكرمان.
1997: إنريكو س. كوين وروزماري هيلين لوي-ماكونيل.
1998: مارك دبليو تشيس وسي باترسون.
1999: فيليب باري توملينسون وكيو بون .
2000: برنارد فيردكورت ومايكل ف.كلاريدج.

#### القرن ال 21:-
2001: كريس همفريز وجاريث ج. نيلسون .
2002: شيروين كارلكويست وويليام ج. كينيدي .
2003: بيتر باس وبريان كامبل كلارك.
2004: جيفري ألين بوكسشال وجون دانسفيلد.
2005: باولا رودال وأندرو سميث.
2006: ديفيد مابيرلي وريتشارد إيه فورتي.
2007: فيل كريب وتوماس كافاليير سميث.
2008: جيفري دوكيت وستيفن دونوفان.
2009: بيتر شو أشتون ومايكل أكام.
2010: ديان إدواردز وديريك يالدين.
2011: بريان جيه كوبينز وتشارلز جودفري.
2012: ستيفن بلاكمور وبيتر هولاند.
2013: كينغسلي واين ديكسون.
2014: نيلز بيدر كريستنسن وهانس والتر لاك .
2015: إنجيك سويبدامو، وكلاوس نيلسين وروميسار هونجر.
2016: ساندرا كناب وجورجينا ميس.
2017: تشارلي جارفيس ودافيد رولينسون .
2018: كاميليت باوا وجيرمي هولواي وسفيان كمون.
2019: فيكي فونك وصامويل تي تورفي.
2020: بن شيلدون.